# Affaire relative à l’usine de Chorzów
L'affaire de l'usine de Chorzów est une affaire portée devant la Cour permanente de Justice internationale en 1927. Cette décision établit un certain nombre de principes du droit international, dont celui de la responsabilité internationale,.

## Arrière-plan
Lors du plébiscite de Haute-Silésie, une majorité de 31 864 électeurs a voté pour le maintien en Allemagne, tandis que 10 764 voix ont choisi la Pologne. À la suite des soulèvements silésiens, la partie orientale de la Haute-Silésie, y compris Chorzów et Królewska Huta, a été séparée de l'Allemagne et attribuée à la Pologne en 1922. Des migrations ont suivi. En raison de sa valeur stratégique, le cas de l'usine d'azote Oberschlesische Stickstoffwerke a été débattu pendant des années devant la Cour permanente de justice internationale, établissant finalement de nouveaux précédents juridiques sur ce qui est « juste » dans les relations internationales.

## Importance
La Cour a estimé que :
- Un État est tenu responsable de l’expropriation de biens étrangers
- En vertu du droit international, une nation est responsable des actes de ses organes ou de ses agents gouvernementaux.
- Il est un principe général du droit international que réparation doit être accordée pour les violations du droit international. A ce sujet, la CPJI a estimé : « la réparation doit, dans la mesure du possible, effacer toutes les conséquences de l'acte illégal et rétablir la situation qui, selon toute vraisemblance, aurait existé si cet acte n'avait pas été commis »[5]. La réparation doit alors consister en une restitution en nature, ou si cela est impossible, en le paiement d'une somme correspondant à la valeur à titre de compensation.

## Voir également